# Шпилевский, Эдуард Михайлович
Эдуа́рд Миха́йлович Шпиле́вский (род. 28 января 1939, Скобровка, Минская область) — советский и белорусский учёный-физик, материаловед, педагог, один из пионеров фуллеренового материаловедения в Беларуси и СНГ, декан физического факультета Белорусского государственного университета (1979—1986), начальник отдела «Новые материалы» Института тепло- и массообмена имени А. В. Лыкова НАН Беларуси, Почётный профессор Монгольского государственного университета.

## Сфера научных интересов
- материаловедение
- физика тонких плёнок
- диффузия
- алмазы
- фуллерены и фуллеренсодержащие материалы
- новые материалы
- история физики

## Педагогическая деятельность
Высшие учебные заведения, в которых преподавал Шпилевский Э. М.:
- Белорусский государственный университет,
- Софийский университет,
- Хюэский университет,
- Международный гуманитарно-экономический институт,
- Институт подготовки научных кадров Национальной академии наук Беларуси,
- Монгольский государственный университет.

В 1979—1986 годах Шпилевский Э. М. — декан физического факультета Белорусского государственного университета.

## Организация конференций
- Международный симпозиум «Фуллерены и фуллереноподобные структуры в конденсированных средах»
- Международный симпозиум «Фуллерены и наноструктуры в конденсированных средах»
- Международная научная конференция «Фуллерены и наноструктуры в конденсированных средах»

## Публикации
Шпилевский Э. М. — автор более 300 научных работ, исторических и публицистических статей.

### Монографии и учебные пособия

#### На русском языке
- Шпилевский Э. М., Березовин Н. А., Сманцер А. П. Преемственность в обучении и воспитании учащейся молодёжи. — Минск: «Университетское», 1984. — 127 с.
- Рудович Р. В., Шпилевский Э. М. Задачи по физике с примерами решений для школьников и абитуриентов: Пособие для учащихся. — Минск: Юнипресс, Экоперспектива, 2002. — 240 с. — («Для школьников и абитуриентов»). — ISBN 985-474-155-9., ISBN 985-6598-95-8
- Рудович Р. В., Шпилевский Э. М. Разноуровневые тесты по физике для школьников и абитуриентов. — Минск: ООО «Юнипресс», 2003. — 224 с. — («Для школьников и абитуриентов»). — ISBN 985-474-375-6.
- Наумчик В. Н., Шпилевский Э. М., Евсюк С. Л. Физический словарь школьника. — Минск: Интерпрессервис, 2003. — 368 с. — (В помощь школьнику). — ISBN 985-428-689-4.
- Наумчик В. Н., Шпилевский Э. М. Физика. Пособие для подготовки к централизованному тестированию. — Минск: Новое знание, 2010. — 624 с. — ISBN 978-985-475-426-0.
- Наумчик В. Н., Шпилевский Э. М. Физика: Словарь-справочник для школьников. — Минск: Новое знание, 2010. — 591 с. — ISBN 978-985-475-397-3.
- Шпилевский Э. М., Филатов С. А. Наноматериалы и нанотехнологии: толковый словарь / под ред. акад. С. А. Чижика. — Минск: Беларуская навука, 2025. — 203 с. — ISBN 978-985-08-3303-7.

#### На монгольском языке
- Шилагарди Г., Шпилевский Э. М., Нямдулам Р. Молекул физик: хийн кинетик онол (монг.) / под ред. Ж. Даваасамбуу. — МУИС ПРЕСС ХЭВЛЕЙЛИЙН ГАЗАР.

### Научные статьи
- Halimi R., Hamana D., Chpilevski E. M. Réaction à l'état solide dans les couches minces du système binaire Cu/Sb = Solid state reaction in Cu/Sb binary system thin films (фр.) // Thin solid films : журнал. — 1986. — Vol. 139, no 2. — P. 147—155.
- Halimi R., Chpilevski E. M., Gorbatchevski D. A., Yazitchenko C. A. Formation de “whiskers” et de “hillocks” sur la surface des couches minces de Cu/Sn (англ.) // Thin solid films : журнал. — 1987. — Vol. 150, no. 2—3. — P. 357—368.
- Halimi R., Chpilevski E. M., Gorbatchevski D. A. Cinétique de formation de composés intermétalliques dans les couches minces de Cu/Sn = Formation kinetic of intermetallic compounds in Cu/Sn thin films (фр.) // Thin solid films : журнал. — 1987. — Vol. 148, no 1. — P. 109—119.
- Shpilevskii E. M., Gorbachevskii D. A. Argon ion effect on solid phase reaction in copper-tin, copper-antimony films (англ.) // Physica Status Solidi (A) : журнал. — 1988. — Vol. 106, no. 1. — P. K23—K26.
- Shpilevskii E. M., Shpilevskii M. E., Andreev M. A. Change in the phase growth rates in Cu-Si films subjected to ion implantation (англ.) // Surface and coatings technology : журнал. — 1995. — Vol. 74—75. — P. 937—940.
- Shpilevskii M. É., Shpilevskii É. M., Stel’makh V. F. Fullerenes and fullerene-like structures: the basis for promising materials (en, ru) = Фуллерены и фуллереноподобные структуры — основа перспективных материалов (https://shpilevsky.name/publications/phys/jept/pdf/86-2001.pdf) // Journal of Engineering Physics and Thermophysics : журнал. — 2001. — Т. 74, № 6. — С. 1499—1508. Архивировано из оригинала 4 января 2005 года.
- Шпилевский Э. М., Баран Л. В., Окатова Г. П., Якимович А. В. Структурно-фазовые изменения в медь-фуллереновых плёнках при ионной имплантации и отжиге : сборник. — [2001]. — С. 324—325.

### Публикации по истории науки, биографии учёных, очерки об учёных
- Шпилевский Э. М., Наумчик В. Н. Изобретательская деятельность на территории Белоруссии в XIX в. // Из истории науки и техники Белоруссии : Тез. докл. конф. — Минск: Ин-т истории, ЦНБ, 1988. — С. 193—195.
- Шпилевский Э. М., Наумчик В. М., Черенкевич С. Н. и др. Физика и техника в XIX — начале XX в. // Из истории науки и техники Белоруссии : Тез. докл. конф. — Минск: Ин-т истории, ЦНБ, 1988. — С. 396—494.
- Бельский М. А., Черенкевич С. Н., Шпилевский Э. М. Распространение физических знаний в XIII — первой половине XVIII в. // Очерки истории науки и культуры Белоруссии (IX — начала XX в.) : сборник. — Минск: Навука і тэхніка, 1996. — С. 389—393.
- Шпилевский Э. М., Шпилевский М. Э. Физический факультет: прошлое, настоящее и будущее / под ред. В. М. Анищика. — Минск: БГУ, 1998. — 16 с.
- Шпилевский Э. М. Выдающийся белорусский физик, историк-науковед и методист // Академик М. А. Ельяшевич: Воспоминания учеников и современников, избранные статьи (К 100-летию со дня рождения) : сборник. — Минск: Голиафы, 2008. — С. 66—73. — ISBN 978-985-6906-12-4.
- Шпилевский Э. М. Академик В. А. Белый. — Минск: Беларуская навука, 2012. — 123 с. — (Люди белорусской науки). — ISBN 978-985-08-1466-1.
- Шпилевский Э. М. Академик М. С. Высоцкий: воплощение мечты / под ред. О. Н. Пручковской. — Минск: Беларуская навука, 2013. — 105 с. — (Люди белорусской науки, Академическая). — 200 экз. — ISBN 978-985-08-1525-5, ББК 39.33(4Беи), УДК 629(476)(092)+929Высоцкий.
- Шпилевский Э. М. Академик Н. А. Борисевич: путь созидателя / под ред. А. В. Волченко. — Минск: Беларуская навука, 2013. — 125 с. — (Люди белорусской науки). — 120 экз. — ISBN 978-98508-1621-4, ББК 22.3(4Беи)г, УДК 53(476)(092)+429Борисевич. — ISBN 978-985-08-1621-4.
- Шпилевский Э. М. Академик П. А. Витязь: ученый и организатор науки / под ред. О. Н. Пручковской. — Минск: Беларуская навука, 2016. — 111 с. — 120 экз. — ISBN 978-985-08-2031-0, ББК 72.3(4Беи), УДК 620.22(476)(092)+929Витязь.
- Шпилевский Э. М. Ученые Беларуси: очерки / Н. Г. Щербакова. — Минск: Издательский центр БГУ, 2016. — 215 с. — (Зеркала времени). — 150 экз. — ISBN 978-985-553-376-5, ББК 72.3(4Беи)д, УДК 001(476)(092).
- Шпилевский Э. М. Женские портреты: очерки / Н. Г. Щербакова. — Минск: Издательский центр БГУ, 2016. — 134 с. — (Зеркала времени). — 150 экз. — ISBN 978-985-553-373-4, ББК 63.3(0)-284.3+60.542.21, УДК 929-055.2(100).
- Шпилевский Э. М. Академик С. А. Чижик: страницы жизни. — Минск: Беларуская навука, 2020. — 165 с. — 200 экз. — ISBN 978-985-08-2604-6.
- Шпилевский Э. М. Дорогами науки. — Минск: Издательский центр БГУ, 2020. — 239 с. — 200 экз. — ISBN 978-985-553-65-8, ББК 22.3г, УДК 53(091)(092).
- Шпилевский Э. М. Возвращаясь к истокам. — Минск: Колорград, 2023. — 435 с. — 90 экз. — ISBN 978-985-896-354-5, ББК 74.58(4Беи), УДК 378.4(476-25).096:53.

### Очерки, сборники очерков, миниатюр, писем
- Шпилевский Э. М. Ольга Васильевна. Очерк / Э. М. Шпилевский. — Минск: Институт тепло- и массообмена имени А.В. Лыкова НАН Беларуси, 2014. — 64 с. — 40 экз. — ISBN УДК 001:546.26+539.2+539.9.
- Шпилевский Э. М. Магия взаимодействий: принципы, формы, суть / Н. Г. Щербакова. — Минск: Издательский центр БГУ, 2018. — 101 с. — 220 экз. — ISBN 978-985-553-534-9, ББК 84(4Беи)(2=411.2)6, УДК 821.161.1(476)-821.
- Шпилевский Э. М. Мелодии времени. — Минск: Издательский центр БГУ, 2020. — 159 с. — 200 экз. — ISBN 978-985-553-684-1, ББК 22.3д.=66.2(4Беи), УДК 53(092)+32(476).
- Шпилевский Э. М. Краски жизни. — Минск: Издательский центр БГУ, 2024. — 225 с. — 100 экз. — ISBN 978-985-553-793-0, ББК 84(4Беи)6-46, УДК 821.161.1(476)-4.